# Llista d'abats de Sant Pere de Rodes
La Llista d'abats de Sant Pere de Rodes s'obre al segle x amb l'abat Hildesind i acaba amb la desamortització del segle xix. A partir del segle xv ens trobem amb abats comendataris, que no residien al monestir i només en cobraven les rendes.

## Abats
- Hildesind, 947-991.
  - Joan, 922.
- Pere Agotarxi, 922-?.
- Pere, 1008-1030.
- Ponç, 1031-?.
- Pere Dalmau, 104-1054.
- Pere*, 1054-1072.
- Guillem, 1072-1084.
- Guiscafred, 1085-?.
- Macfred, 1088-1096.
- Ramon Juicard, 1096-1097.
- Regimon*, 1111-1116.
- Dedodat, 1118-1138.
- Arnau de Gaudis, 1139.
- Gausfred, 1144.
- Ramon, 1150.
- Berenguer, 1150-1191.
- Gausfred, 1196-1201.
- Bernat d'Avinyonet, 1208-1223.
- Ponç, 1224-1248.
  - Pere de Petrello, 1238.
- Ramon, 1252-1292.
- Dalmau, 1292.
- Ramon de Pont, 1293-1302.
- Arnau de Serrà, 1302-1308.
- Berenguer de Riumors, 1309-1334.
- Ramon, 1334-1347.
  - Arnau, 1348?.
- Ramon*, 1348-1352.
- Pere, 1354.
- Ramon del Pont, 1355-1357.
- Arnau, 1357-1369.
- Pere, 1369-1372.
- Bertran Delantar, 1374-1409.
- Bernat Estruç o Estruc, 1410-1413.
- Pere Sorts o Fort, 1416-1429.
- Esteve d'Agramunt, 1416-1432.
- Berenguer d'Espasens, 1437-1446.

### Abats comendataris
- Juan de Cervantes cardenal de Sant Pere, 1447.
- Antoni Cerdà i Lloscos, cardenal i bisbe de Lleida, 1449-1459.
- Antoni Alemany, Prior de Sant Cugat, 1459-1460.
- Bernat Margarit, bisbe de Catània, 1462-1486.
- Joan de Castre-Pinós i de So, cardenal de Santa Prisca i bisbe d'Agrigent, 1494-1506.
- Pere, cardenal titular de Sant Ciríac, 1508.
- Ferran Ram, 1509-1532.
- Joan Ram, 1532-1545.
- Tomàs de Llupià i de Llupià, 1547-1569.
- Gaspar de Vallgonera, 1569-1592.
- Francesc Queralbs, 1598-1612.
- Antoni de Carmona, 1614-1616.
- Pere Joan Desgüell, 1616-1632.
- Francesc de Ponts i de Turell, 1634-1644.
- Pau Tristany, 1648-1660.
- Joan Baptista de Castellarnau, 1663-1670.
- Francesc de Soler, 1674-1686.
- Rafael de Moner, 1687-1698.
- Feliu de Pinyana, 1701-1703.
- Josep Despalau, 1707-1717.
- Josep de Gaiolà, 1721-1739.
- Francesc de Cortada, 1740-1757.
- Francesc de Guanter i Pi, 1757-1793.
- Joaquim de Claveria i de Guadell, 1794-1816.
- Josep de Viladecans, 1817-1820.
- Josep Ferrer, 1825-1835.